# Henri de Montaut

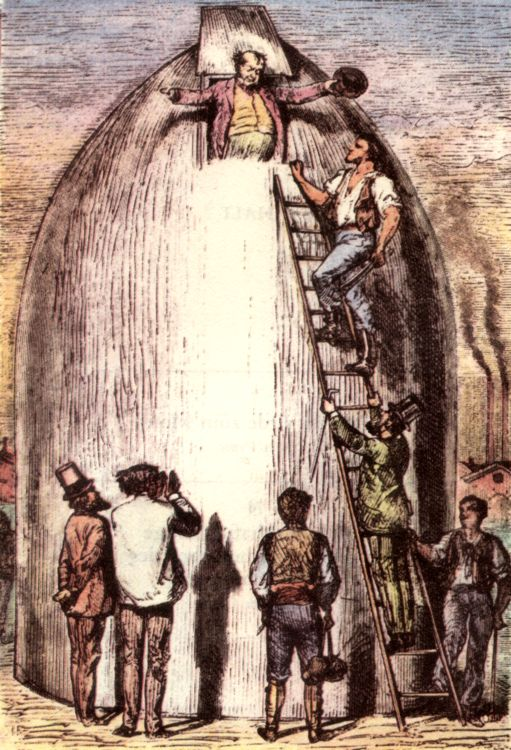
Illustration von Henri de Montaut aus Von der Erde zum Mond von Jules Verne.

Henri de Montaut (* 1830; † 1890 oder 1900) war ein französischer Zeichner, Illustrator und Kupferstecher. Er wurde zusammen mit Édouard Riou und George Roux als Illustrator der Romane von Jules Verne bekannt.